# منتخب بولندا تحت 21 سنة لكرة الطائرة للرجال
منتخب بولندا تحت 21 سنة لكرة الطائرة للرجال هو ممثل بولندا الرسمي في المنافسات الدولية في كرة طائرة في فئة كرة الطائرة للرجال
.